# Colonna di Santa Felicita
La colonna di Santa Felicita è un monumento del centro storico di Firenze, situato in piazza Santa Felicita all'altezza di via Guicciardini.

## Storia

### Origini antiche del fusto

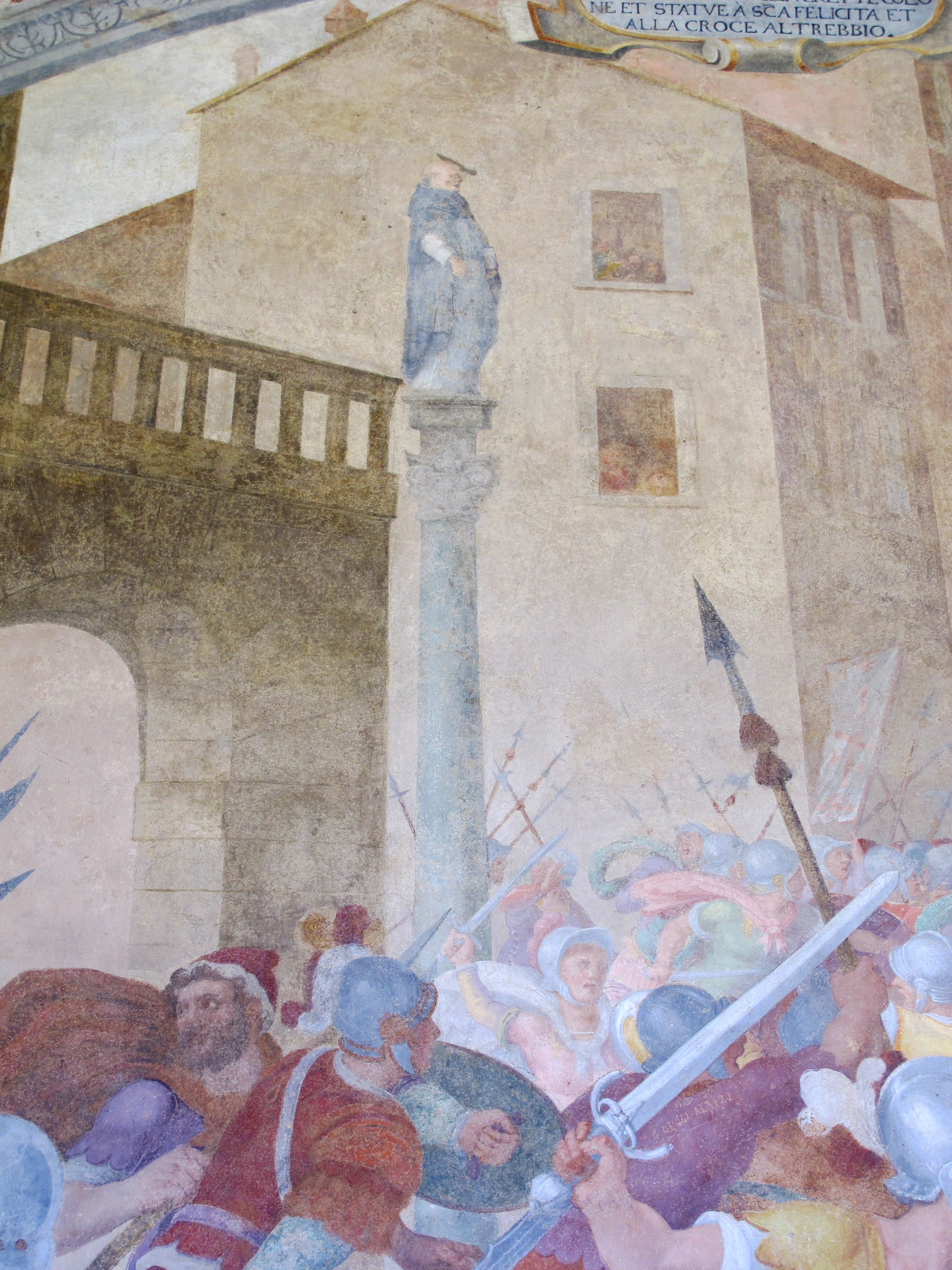
Rappresentazione della colonna con la statua di san Pier martire in un affresco di Lorenzo Sciorina nel chiostro grande di Santa Maria Novella

La colonna è stata considerata dalla tradizione come eretta, al pari di quella della Croce al Trebbio in memoria della vittoria riportata nel 1244 dai cavalieri di Santa Maria, guidati dal domenicano Pietro da Verona sugli eretici catari. 
In realtà già i cronisti e le guide ottocentesche ne hanno ricondotto l'origine a un mausoleo che sorgeva nell'antico sepolcreto cristiano, qui attestato almeno dal V secolo d.C., e dal quale le monache di Santa Felicita avrebbero mutuato il proprio stemma, costituito appunto da una colonna sormontata da una croce con ai lati due palme simboleggianti il martirio delle due sante di nome Felicita: Felicita di Roma e Felicita di Cartagine. 
Così, ad esempio, Federico Fantozzi nel 1843: "La colonna di granito che sostiene la statua di san Pier martire vi fu eretta in luogo di un'antica piramide sepolcrale che vi si trovava da tempo antichissimo per essere qui stato uno de' primi cimiteri o sepolcreti cristiani".

### Devozione dei Rossi e leggenda di san Pietro martire
Quasi certo è che nel 1381 fu eretta la colonna che si trova attualmente, culminante appunto con una croce e due palme incrociate che nel 1406 furono inframmezzate dalle lettere S.F. (Sancta Felicitas). Nel 1484, tolti questi elementi, fu posto a coronare il fusto un capitello con sopra un plinto che sorreggeva una statua in terracotta invetriata in stile robbiano raffigurante San Pietro martire, realizzata a spese di Amerigo de' Rossi d'Oltrarno, le cui case e torri si estendevano su via Guicciardini e sul lato della piazza della chiesa verso Ponte Vecchio.
È quindi probabilmente solo da questa data che l'opera si legò al culto del santo, evidentemente particolarmente venerato dalla famiglia de' Rossi.

### Crolli e ripristini

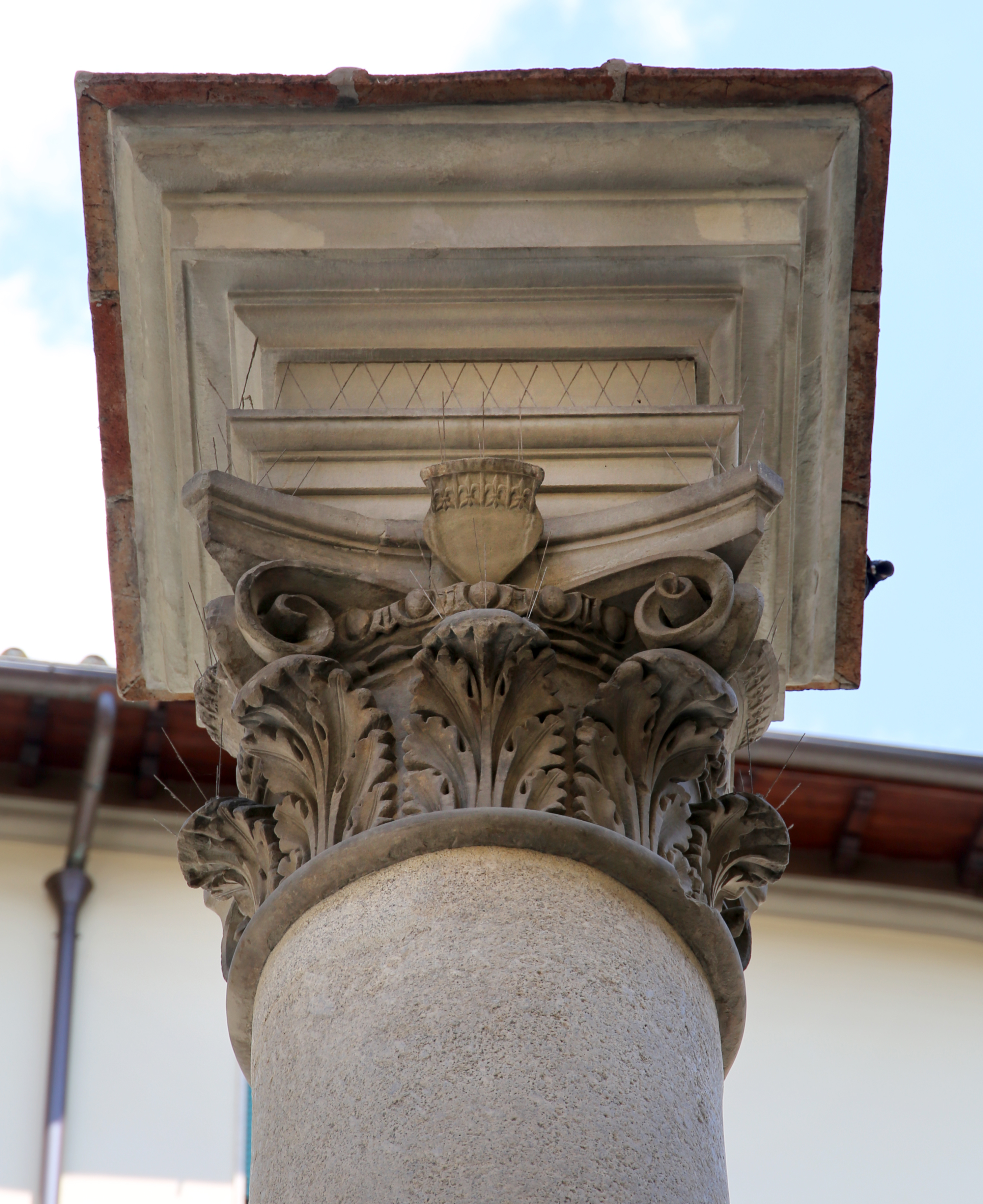
Capitello con stemma de' Rossi

Il 3 agosto 1732 la statua cadde, rompendosi: in quell'occasione fu rinvenuta nel cavo di un braccio della figura una lamina in piombo con una iscrizione che appunto testimoniava della commissione del 1484: "AMERICUS OLIM TRIBALDI GHERRIERI DE RUBEIS, ET TRIBALDUS EIUS FILIUS, ET ALII DE RUBEIS HANC FIGURAM SANCTI PETRI MARTIRIS APPONI CURAVERUNT ANNO SALUTIS MCDLXXXIV."; in italiano: «Amerigo, un tempo di Tribaldo guerriero dei Rossi, e Tribaldo suo figlio, e altri dei Rossi, si sono presi cura di collocare questa immagine di san Pietro Martire nell'anno della salvezza 1484». L'anno successivo (1733) la perdita fu compensata collocando un'altra opera sempre commissionata dalla famiglia de' Rossi, questa volta in pietra ed eseguita da Antonio Montauti. 
Nel corso dell'Ottocento la scultura (che è quella registrata da Federico Fantozzi), o venne rimossa o subì qualche accidente, comunque non fu più segnalata dalle guide cittadine. Nelle rare vedute ottocentesche si vede la colonna con montato un pennone per vessilli, e lo stesso Bigazzi lamenta l'uso di appiccicarvi sopra bandi ed editti.
Le mine collocate nella zona dall'esercito tedesco in ritirata nella nottata tra il 3 e il 4 agosto del 1944 provocarono il crollo del monumento, successivamente in parte recuperato e ricomposto.

### Ultimi restauri
Alla fine degli 1990 la colonna è stata oggetto di un intervento di restauro effettuato dall'Ufficio Belle Arti del Comune di Firenze (impresa esecutrice David Sollazzini & Figli) su progetto dell'architetto Giuseppe Cini e direzione dei lavori dell'architetto Claudio Cestelli. 
La ringhiera in ferro che delimitava il monumento e che veniva per lo più utilizzata per parcheggiare biciclette è stata rimossa nel 2014.

## Descrizione
La colonna in granito dell'isola d'Elba sorge sulla piazza di Santa Felicita, in asse con la facciata dell'omonima chiesa, quasi a filo con via Guicciardini.
Attualmente si presenta posizionata su un ampio basamento circolare in pietra serena, con il fusto liscio di granito grigio orientale (evidenti tre cerchiature in ferro a risarcire i danni del tempo e della guerra di cui una rotta e non più efficace), e coronata da un capitello corinzio al di sopra del quale è la base che un tempo sosteneva la statua. Sempre sul capitello, intercalati alle foglie d'acanto, si ripetono quattro scudi con l'arme della famiglia Rossi d'Oltrarno (al leone rampante col capo cucito d'Angiò). 
Sul fusto, rivolta verso nord-ovest, è poi l'iscrizione dedicatoria del 1733, trascritta anche da Francesco Bigazzi:
| D. O. M. ALAMANNUS ROSSIUS EQUITIS ISIDORII F. PERVETUSTÆ ROSSIORUM DOMUS SUPERSTES UNICUS ARETAPHILÆ SAVINÆ MATRIS ATQUE TUTRICIS AUCTORITATE S. PETRI MARTYRIS STATUAM AVITÆ COLUMNÆ SUPERIMPOSITAM VETUSTATE COLLAPSAM RESTITUIT A. S. MDCCXXXIII |

Traduzione: «Dio Ottimo Massimo. Alamanno de' Rossi, figlio del cavaliere Isidoro, unico superstite dell'antica famiglia dei Rossi, sotto l'autorità della madre e tutrice
Aretafila Savini, ha ripristinato la statua di san Pietro Martire, posta sull'antica colonna, crollata a causa del tempo. Anno della Salvezza 1733».

## Note

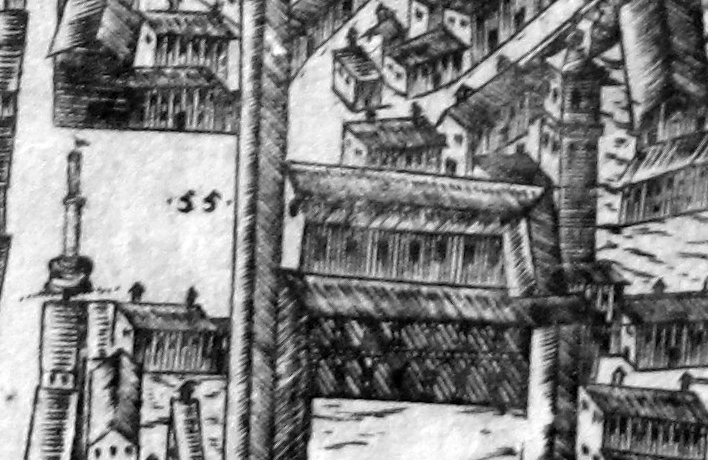
La colonna nella pianta del Buonsignori (1584)